# Кім Ючон
Кім Ючон (кор. 김유정, 金裕貞, нар. 22 вересня 1999, Сеул, Республіка Корея) — південнокорейська акторка. Розпочала свою кар'єру як модель у реклами кондитерського бренду. У 2003 році дебютувала як акторка і стала однією з найпопулярніших дітей-акторів Південної Кореї. Привернула до себе увагу заявдяки ролям у телесеріалах «Дон Ї» (2010), «Місяць, що обіймає сонце» (2012), «Травнева королева» (2012), «Золота веселка» (2013), «Таємні двері» (2014) та «Сердита мама» (2015). З листопада 2014 по квітень 2016 Ючон була ведучою музичного шоу Inkigayo.
Першою головною роллю акторки стала участь у історичній романтичній драмі «Кохання в місячному сяйві» (2016).  В подальшому Кім Ючон отримала багато головних ролей у фільмах і телесеріалах, серед яких фільм «Тому що я кохаю тебе» (2017), телесеріали «Відтепер прибирай із пристрастю» (2018) та «Цілодобовий магазин Сет Бьоль» (2020), містичний трилер «Восьма ніч» (2021) та романтичний фентезі-серіал «Мій коханий демон» (2023).

## Біографія

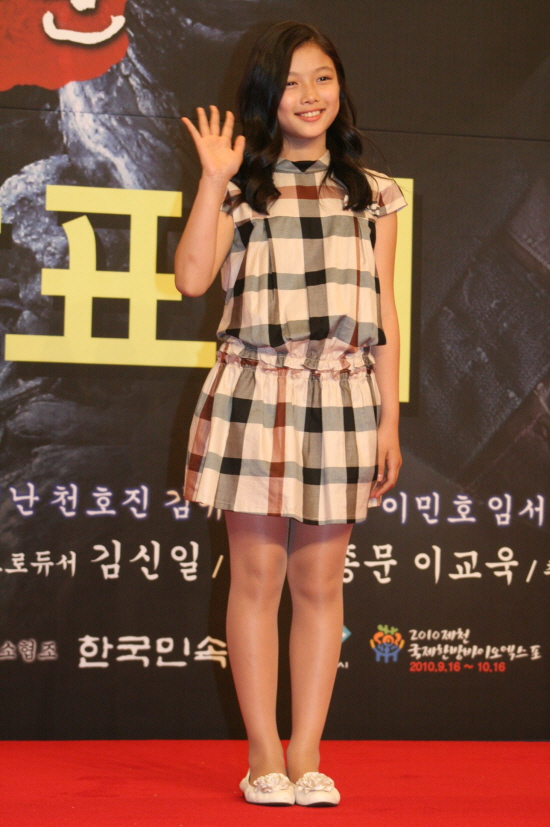
Кім Ючон у 2010 році

Кім Ючон народилася 22 вересня 1999 року у столиці Республіки Корея місті Сеул. Вже в 4 роки вона розпочала свою акторську кар'єру, та незабаром стала однією з найвідоміших та популярних дитячих акторок Південної Кореї. На момент навчання у середній школі вона встигла знятися в більш ніж 10 серіалах та 15 фільмах. У 2008 році за роль у пригодницькому серіалі «Іль Чі Ме» Ю Чхон отримала свою першу акторську нагороду. Підвищення популярності акторки пов'язане з роллю в надзвичайно популярному історичному серіалі «Місяць, що обіймає сонце», рейтинг якого перевищив 40 % в національному ефірі. За численні ролі головних героїнь у дитячому та підлітковому віці, корейська преса присвоїла їй титул Маленька сестра нації. У листопаді 2014 року Ючон стала співведучою популярної музичної програми Inkigayo на телеканалі SBS. У наступному році вона зіграла одну з головних ролей в підлітковій драмі «Сердита мама», в якій піднімається питання цькування в сучасній корейські школі.
Перша доросла роль Ючон, в історичному серіалі «Кохання у місячному сяйві» стала проривною в її кар'єрі. Роль дівчини яка під виглядом євнуха потрапляє до королівського палацу та закохується в принца сподобалася глядачам, та принесла молодій акторці численні нагороди. На початку січня 2018 року Ючон затвердили на головну роль в романтично-комедійному серіалі «Відтепер прибирай із пристрастю», але невдовзі після початку зйомок в акторки виявили захворювання щитоподібної залози і продюсери були змушені призупинити зйомки. Початково передбачалося що прем'єра серіалу відбудеться у квітні, але через хворобу Ючон серіал вийшов в ефір наприкінці листопада 2018 року. У травні 2019 року Кім Ючон затвердили на одну з головних ролей в містичному трилері «Ніч восьмого дня», прем'єра якого має відбутися у 2020 році.

## Фільмографія

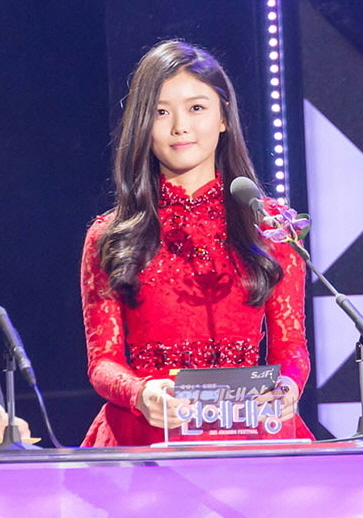
Ючон на премії розваг SBS (2014 рік)

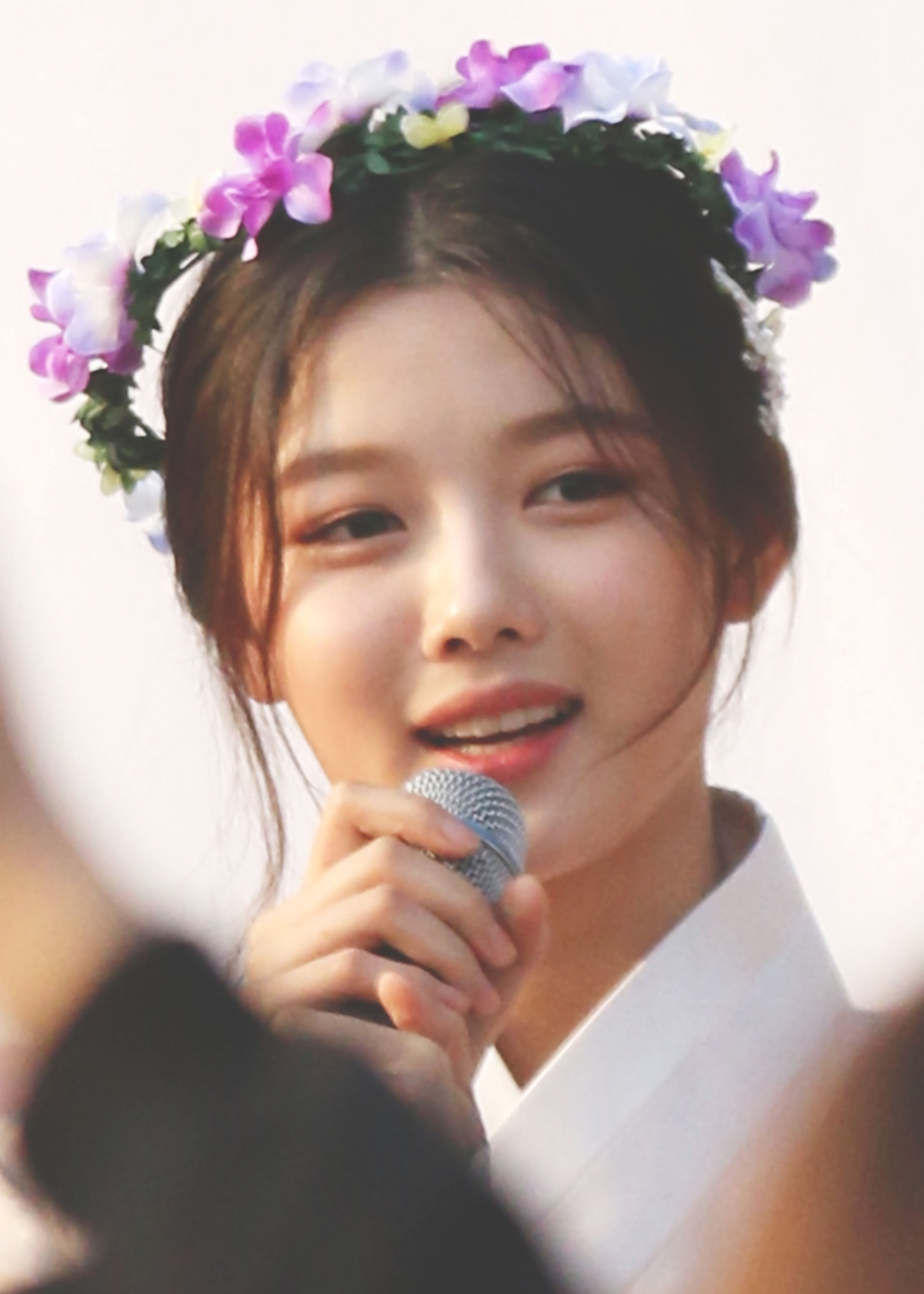
Ючон на зустрічі з фанатами серіалу «Кохання в місячному сяйві»

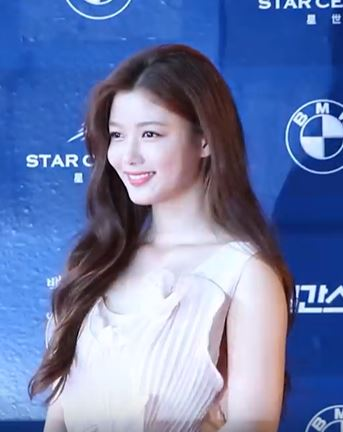
Ючон на червоному килимі 53-ї Премії Пексан (2017 рік)

### Телевізійні серіали
| Рік       | Назва                                   | Роль                           | Мережа  |
| --------- | --------------------------------------- | ------------------------------ | ------- |
| 2004      | «Точка заморожування»                   | Чхве Ин Ї                      | MBC     |
| 2006      | «Дякую тобі життя»                      | Ю Хьон Джі                     | KBS2    |
| 2006      | «Посмішка плюшевого ведмедя»            | Мун А Йон                      | MBC     |
| 2006      | «Палац»                                 | юна Шин Че Кьон                | MBC     |
| 2006      | «Моя улюблена сестра»                   | Пінк / Чхве Га Иль             | MBC     |
| 2007      | «Белле»                                 | Чон Да Чон                     | KBS1    |
| 2007      | «Пошукове агентство»                    | юна Юн Ин Че                   | KBS2    |
| 2007      | «Нове серце»                            | Юн А (гість)                   | MBC     |
| 2008      | «Іль Чі Ме»                             | юна Бьон Ин Че                 | SBS     |
| 2008      | «Грізні суперники»                      | Ю Ккот Нім                     | KBS2    |
| 2008      | «Художник вітру»                        | юний Сін Юн Бок                | SBS     |
| 2009      | «Каїн і Авель»                          | юна Кім Со Йон                 | SBS     |
| 2009      | «Королева Сондок»                       | десятирічна принцеса Сондок    | MBC     |
| 2009      | «Острів Тамра»                          | Чан Бо Соль                    | MBC     |
| 2009      | «Спокуса янгола»                        | юна Чо А Ран                   | SBS     |
| 2010      | «Дон Ї»                                 | юна Дон Ї                      | MBC     |
| 2010      | «Дорога № 1»                            | юна Кім Су Йон                 | MBC     |
| 2010      | «Обман: Повстання Гуміхо»               | Йон Ї                          | KBS2    |
| 2010      | «Полум'я бажання»                       | юна Юн На Йон / юна Пек Су Бін | MBC     |
| 2010      | «Ніжна гарбузова квітка»                | юна Пак Сун Чон                | SBS     |
| 2011      | «Пробач, мам»                           | Га Йон                         | EBS     |
| 2011      | «Гьобек»                                | Га Хї                          | MBC     |
| 2012      | «Місяць, що обіймає сонце»              | юна Хьо Ин У                   | MBC     |
| 2012      | «Травнева королева»                     | юна Чон Хе Джу                 | MBC     |
| 2013      | «Золота веселка»                        | юна Кім Пек Вон                | MBC     |
| 2014      | «Похоронна співачка» (спеціальна драма) | Йон Сім                        | KBS2    |
| 2014      | «Таємні двері»                          | юна Со Чі Дам (1-13 серії)     | SBS     |
| 2015      | «Сердита мама»                          | О А Ран                        | MBC     |
| 2016      | «Кохання в місячному сяйві»             | Хон Ра Он                      | KBS2    |
| 2018      | «Відтепер прибирай із пристрастю»       | Гіль О Соль                    | JTBC    |
| 2020      | «Цілодобовий магазин Сет Бьоль»         | Чон Сет Бьоль                  | SBS     |
| 2021      | «Закохані багряних небес»               | Хон Чон Гі                     | SBS     |
| 2023-2024 | «Мій коханий демон»                     | Netflix                        | До Дохі |

### Фільми
| Рік  | Назва                                  | Роль                            |
| ---- | -------------------------------------- | ------------------------------- |
| 2004 | «ДМЗ»                                  | юна Лі Су Хьон                  |
| 2005 | «Співчуття пані Помста»                | Ю Че Кьон                       |
| 2005 | «Все за кохання»                       | Кім Чін А                       |
| 2006 | «Заборонений поверх»                   | Йо Чу Хї                        |
| 2006 | «Рафінад»                              | юна Кім Сі Ин                   |
| 2007 | «Хван Чін'ї»                           | юна Хван Чін'ї                  |
| 2007 | «Напад на банк»                        | Йон Хї                          |
| 2007 | «Райдужні очі»                         | юна Лі Йон Со                   |
| 2008 | «Переслідувач»                         | Ю Ин Джі                        |
| 2008 | «Незабутній»                           | Чан Йон Мі                      |
| 2009 | «Приливна хвиля»                       | Кім Чі Мін                      |
| 2009 | «Жива смерть»                          | Чі Ин                           |
| 2009 | «Рай»                                  | Ім Хва Ран                      |
| 2012 | «Лускунчик в 3D»                       | Мері (голос, корейський дубляж) |
| 2013 | «Зобов'язання»                         | Рі Хьо Ин                       |
| 2014 | «Нитка брехні»                         | Хва Йон                         |
| 2014 | «Кімната 731» (короткометражний фільм) | Вей                             |
| 2015 | «Коло Спокути»                         | Лі Чон Хьон                     |
| 2017 | «Тому що я кохаю тебе»                 | Чан Су Ї                        |
| 2018 | «Золотий сон»                          | Су А (спеціальна поява)         |
| 2021 | «Восьма ніч»                           | Є Ран                           |
| 2022 | «Дівчина XX століття»                  | На Бо Ра                        |

## Нагороди
| Рік  | Нагорода                               | Категорія                                                 | Робота                                          | Результат | Прим.  |
| ---- | -------------------------------------- | --------------------------------------------------------- | ----------------------------------------------- | --------- | ------ |
| 2006 | 43-тя Премія Великий дзвін             | Краща нова акторка                                        | «Все за кохання»                                | Номінація |        |
| 2008 | 16-та Премія SBS драма                 | Краща юна акторка                                         | «Іль Чі Ме», «Художник вітру»                   | Перемога  | [ 12 ] |
| 2010 | 29-та Премія MBC драма                 | Краща юна акторка                                         | «Дон Ї», «Полум'я бажання»                      | Перемога  | [ 13 ] |
| 2010 | 24-та Премія KBS драма                 | Краща юна акторка                                         | «Обман: Повстання Гуміхо»                       | Перемога  | [ 14 ] |
| 2012 | 48-ма Премія Пексан                    | Краща нова акторка телебачення                            | «Місяць, що обіймає сонце»                      | Номінація |        |
| 2012 | 6-та Премія вибір Mnet 20's            | Двадцятка майбутніх                                       | «Місяць, що обіймає сонце»                      | Номінація |        |
| 2012 | 4-й Кінофестиваль Pierson              | Краща дитяча акторка                                      | «Місяць, що обіймає сонце»                      | Перемога  | [ 15 ] |
| 2012 | 5-та Премія корейської драми           | Краща юна акторка                                         | «Місяць, що обіймає сонце»                      | Номінація |        |
| 2012 | 1-та Премія «Зірок МААТР»              | Краща юна акторка                                         | «Місяць, що обіймає сонце»                      | Перемога  | [ 16 ] |
| 2012 | 31-ша Премія MBC драма                 | Краща юна акторка                                         | «Місяць, що обіймає сонце», «Травнева королева» | Перемога  | [ 17 ] |
| 2012 | 31-ша Премія MBC драма                 | Нагорода за популярність                                  | «Місяць, що обіймає сонце»                      | Номінація |        |
| 2012 | 31-ша Премія MBC драма                 | Краща пара (разом з Йо Чін Ку)                            | «Місяць, що обіймає сонце»                      | Номінація |        |
| 2012 | 5-а Премія Стиль життя Herald Donga TV | Молода ікона стилю                                        | Н/Д                                             | Перемога  | [ 18 ] |
| 2014 | 22-га Премія SBS драма                 | Нова зірка                                                | «Таємні двері»                                  | Перемога  | [ 19 ] |
| 2014 | 6-й Кінофестиваль Pierson              | Краща акторка (категорія Тренд)                           | Н/Д                                             | Перемога  | [ 20 ] |
| 2014 | 28-та Премія KBS драма                 | Краща акторка одноактної / спеціальної драми              | «Похоронна співачка»                            | Номінація |        |
| 2014 | 35-та Кінопремія Блакитний дракон      | Краща нова акторка                                        | «Нитка брехні»                                  | Номінація |        |
| 2015 | 34-та Премія MBC драма                 | Топ-10 зірок                                              | «Сердита мама»                                  | Перемога  | [ 21 ] |
| 2016 | 8-ма Премія Ікона стилю                | Awesome Teen Award                                        | Н/Д                                             | Перемога  | [ 22 ] |
| 2016 | 5-та Премія «Зірок МААТР»              | Краща нова акторка                                        | «Кохання в місячному сяйві»                     | Перемога  | [ 23 ] |
| 2016 | Премія азійський артист                | Найпопулярніша акторка                                    | «Кохання в місячному сяйві»                     | Номінація | [ 24 ] |
| 2016 | Премія азійський артист                | Краща ікона драми                                         | «Кохання в місячному сяйві»                     | Перемога  | [ 25 ] |
| 2016 | Премія Yahoo! Asia Buzz                | Top Buzz Star (жінки)                                     | Н/Д                                             | Перемога  | [ 26 ] |
| 2016 | 2-га Премія Fashionista                | Краща модниця (категорія Краса)                           | Н/Д                                             | Номінація | [ 27 ] |
| 2016 | 30-та Премія KBS драма                 | Нагорода за високу майстерність (акторки)                 | «Кохання в місячному сяйві»                     | Номінація | [ 28 ] |
| 2016 | 30-та Премія KBS драма                 | Нагорода за майстерність (акторки середньотривалої драми) | «Кохання в місячному сяйві»                     | Перемога  | [ 28 ] |
| 2016 | 30-та Премія KBS драма                 | Netizen нагорода (акторки)                                | «Кохання в місячному сяйві»                     | Номінація | [ 28 ] |
| 2016 | 30-та Премія KBS драма                 | Краща пара (разом з Пак Бо Гомом)                         | «Кохання в місячному сяйві»                     | Перемога  | [ 28 ] |
| 2017 | 53-тя Премія мистецтв Пексан           | Найпопулярніша акторка телебачення                        | «Кохання в місячному сяйві»                     | Перемога  | [ 29 ] |
| 2017 | 3-я Премія Fashionista                 | Краща модниця (категорія Червоний килим)                  | Н/Д                                             | Номінація | [ 30 ] |
| 2020 | 28-ма Премія SBS драма                 | Краща акторка фентезійного/романтичного мінісеріалу       | «Цілодобовий магазин Сет Бьоль»                 | Перемога  | [ 31 ] |
| 2020 | 28-ма Премія SBS драма                 | Краща пара (разом з Чі Чхан Уком)                         | «Цілодобовий магазин Сет Бьоль»                 | Номінація | [ 31 ] |
| 2021 | 8-ма Премія «Зірок МААТР»              | Нагорода за майстерність (акторка мінісеріалу)            | «Цілодобовий магазин Сет Бьоль»                 | Номінація |        |
| 2021 | 29-та Премія SBS драма                 | Краща пара (разом з Ан Хьо Сопом)                         | «Закохані багряних небес»                       | Перемога  |        |
| 2021 | 29-та Премія SBS драма                 | Краща акторка жанрового/фентезійного мінісеріалу          | «Закохані багряних небес»                       | Перемога  |        |
| 2022 | Премія Зірка Азії                      | Обличчя Азії                                              | Кім Ючон                                        | Перемога  |        |